# Pseudozaphanera niger
Pseudozaphanera niger là một loài côn trùng cánh nửa trong họ Aleyrodidae, phân họ Aleyrodinae.
Pseudozaphanera niger được Maskell miêu tả khoa học đầu tiên năm 1896.